# Eleazar Guzmán Barrón
Eleazar Guzmán Barrón (Huari, 18 de septiembre de 1899 - Chicago, 26 de junio de 1957) fue un médico, bioquímico e investigador peruano, considerado en su país natal como polímata; incluyendo su aporte dentro de la investigación de la energía atómica. Falleció el 26 de junio de 1957 en el Albert Merrit Billings Hospital en Chicago, Estados Unidos.

## Biografía
Eleazar Guzmán Barrón, nació en el pueblo de Huari, región Áncash, hijo de Sebastián Guzmán Alva y de Agripina Barrón Camacho. Fue sobrino del diputado y alcalde de Huari, Wenceslao Barrón Olivas.

## Formación profesional
Al terminar la secundaria, ingresó en la Universidad Nacional Mayor de San Marcos y posteriormente a la Facultad de Medicina de San Fernando concluyendo sus estudios de Medicina a los 25 años. Perfecciona sus estudios en Europa: París y Roma y también estudia 2 años en la Universidad de Strasburgo y obtuvo un doctorado en Química de la Universidad Johns Hopkins.

## Investigación
En 1927 se mudó a Estados Unidos, al Johns Hopkins Hospital para trabajar con Leonor Michaelis. En 1930 fue solicitado por la Universidad de Chicago para hacerse cargo de la Cátedra de Bioquímica.
Fue miembro del equipo de investigación Lasker Foundation for Medical Research de la Universidad de Chicago. Entre sus pupilos en la investigación bioquímica se encontró su hermano Alberto Guzmán Barron. Adicionalmente fue asociado del Laboratorio Biológico Marino en Wood Hole, Massachusetts.
En 1942 fue llamado por el Gobierno de Estados Unidos para participar en la Comisión de Energía Atómica. Entre sus estudios más importante fueron en referencia de las oxidaciones biológicas. Para el estudio de la bomba atómica lideró el laboratorio metalúrgico.

## Homenajes

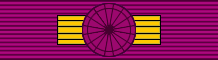
Caballero Gran Cruz de la Orden del Sol

- Apoyó y orientó a la creación de las Facultades de Medicina en Trujillo y en Arequipa.
- Propugnó la creación del Consejo Nacional de Investigación.
- Recibió honores peruanos por la Universidad De San Marcos, grado honorario de la Universidad de Trujillo y la Orden del Sol.
- El Hospital Regional de Áncash, que por motivos de altura está ubicado en Nuevo Chimbote; lleva su nombre.
- La creación del Distrito Eleazar Guzmán Barrón dentro de la Provincia de Mariscal Luzuriaga en Ancash
- La creación de la institución educativa Eleazar Guzmán Barrón Provincia de Huari en Ancash
- La denominación del jiron Eleazar Guzman Barrón en Huari Provincia de Huari en Ancash

## Publicaciones (papers)
1. Comparisons of the phospphogluconate oxidative pathway in normal and respiration-deficient mutan yeast. Arch Biochem Biophys. 1964 Nov;108:200-6.PMID 14240568
2. Electron transport system in Fusarium lini. Arch Biochem Biophys. 1959 Sep;84:96-105. No abstract available. PMID 14409033
3. Studies on the mechanism of action of ionizing radiations. XV. X-irradiation of oxyhemoglobin and related compounds. Radiat Res. 1956 Sep;5(3):290-302. PMID 13359682
4. The effect of -SH reagents on the activity of ribonuclease. Biochim Biophys Acta. 1955 Oct;18(2):316-7. English, Russian. PMID 13276397
5. CO2 fixation and utilization of ribose 5-phosphate by certain normal and tumor cells. Arch Biochem Biophys. 1955 Oct;58(2):500-2. PMID 13269143
6. Studies on the mechanism of action of ionizing radiations. XIII. The effect of x-irradiation on some physico-chemical properties of amino acids and proteins. Radiat Res. 1955 Apr;2(2):145-58. PMID 14372034
7. The effect of ionizing radiations on systems of biological importance. Ann N Y Acad Sci. 1955 Feb 3;59(4):574-94.PMID 14362303
8. The pathway of glucose oxidation in Corynebacterium creatinovorans. Biochim Biophys Acta. 1954 Dec;15(4):445-60.PMID 13230091
9. Effect of x-irradiation on the absorption spectrum of purines and pyrimidines. Radiat Res. 1954 Oct;1(5):410-25.PMID 13204557
10. The oxidation of betaine aldehyde by betaine aldehyde dehydrogenase. J Biol Chem. 1954 Aug;209(2):511-23.PMID 13192104
11. The components of choline oxidase and aerobic phosphorylation coupled with choline oxidation. J Biol Chem. 1954 May;208(1):41-53.PMID 13174513
12. The effect of adrenal cortical hormones on the anaerobic glycolysis and hexokinase activity. Endocrinology. 1954 May;54(5):591-603.PMID 13151155
13. The incorporation of 32p into the nucleic acids of lymphatic cells in vitro; effect of adrenal cortical hormones (compound F). Biochim Biophys Acta. 1954 Apr;13(4):516-24.PMID 13159989
14. The role of free radicals and oxygen in reactions produced by ionizing radiations. Radiat Res. 1954 Feb;1(1):109-24.PMID 13145773
15. Pooled plasma with little or no risk of homologous serum jaundice. J Am Med Assoc. 1954 Jan 9;154(2):103-7.PMID 13108675
16. Studies on the mechanism of action of ionizing radiations. XI. Inactivation of yeast alcohol dehydrogenase by x-irradiation. Arch Biochem Biophys. 1954 Jan;48(1):149-53.PMID 13125582
17. The pathways of acetate oxidation. Biochim Biophys Acta. 1953 Sep-Oct;12(1-2):239-49.PMID 13115433
18. The importance of sulfhydryl groups in biology and medicine. Tex Rep Biol Med. 1953;11(4):653-70.PMID 13122616
19. Studies on the mechanism of action of ionizing radiations. X. Effect of x-rays on some physico-chemical properties of proteins. Arch Biochem Biophys. 1952 Nov;41(1):212-32.PMID 12997265
20. Studies on the mechanism of action of ionizing radiations. IX. The effect of x-irradiation on cytochrome c. Arch Biochem Biophys. 1952 Nov;41(1):203-11. English, Undetermined.PMID 12997264
21. Studies on the mechanism of action of ionizing radiations. VIII. Effect of hydrogen peroxide on cell metabolism, enzymes and proteins. Arch Biochem Biophys. 1952 Nov;41(1):188-202.PMID 12997263
22. Oxidation of alcohols by yeast alcohol dehydrogenase and by the living cell; the thiol groups of the enzyme. Arch Biochem Biophys. 1952 Nov;41(1):175-87.PMID 12997262
23. Studies on the mechanism of action of ionizing radiations. VII. Cellular respiration, cell division, and ionizing radiations. J Gen Physiol. 1952 Jul;35(6):865-71.PMID 14938525
24. Quantitative determination of amino acids in protein hydrolyzates by paper chromatography. Arch Biochem. 1952 Feb;35(2):443-61. PMID 14924667
25. Biochemistry of cancer. Annu Rev Biochem. 1951;20:343-66.PMID 14847533
26. Regulatory mechanisms of cellular respiration. III. Enzyme distribution in the cell. Its influence on the metabolism of pyruvic acid by bakers' yeast. J Gen Physiol. 1950 Nov;34(2):211-24.PMID 14824492
27. The mechanism of acetate oxidation by Corynebacterium creatinovorans. Arch Biochem. 1950 Nov;29(1):130-53.PMID 14790801
28. The metabolism of potato slices. Arch Biochem. 1950 Oct;28(3):377-98.PMID 14790780
29. The metabolism of the appendix (rabbit). Arch Biochem. 1950 Apr;26(2):275-86.PMID 15411201
30. Synthesis of protein and other cell substances from acetic acid in isolated bone marrow. Biochim Biophys Acta. 1950 Mar;5(1):74-80.PMID 15433981
31. On the mechanism of synthesis of acetyl choline; the synthesis of citrate by brain enzymes. Biochim Biophys Acta. 1950 Mar;5(1):66-73.PMID 15433980
32. Citric acid synthesis by the condensation of acetate and oxalacetate in rabbit kidney. Biochim Biophys Acta. 1950 Mar;5(1):59-65.PMID 15433979
33. The oxidation of thiols by ionizing radiations. J Gen Physiol. 1950 Jan 20;33(3):229-41.PMID 15402707